# DCF77
DCF77 je rádiová stanice vysílající dlouhovlnný tzv. frankfurtský časový signál, podle kterého se synchronizují některé rádiové hodiny, hodinky, budíky, vysílače a jiná zařízení, která potřebují přesný kmitočet či čas. Časový údaj vychází z měření césiových atomových hodin z Fyzikálně-technického institutu (PTB) v Braunschweigu.
Zkratka DCF znamená: D (Deutschland = Německo), C (označení pásma dlouhých vln), F (frankfurtský region), 77 (vysílací frekvence).:s.350
Pravidelné a nepřetržité vysílání je od roku 1970. Pokusné vysílání začalo již v roce 1905.
Aktuální smlouva na provoz byla v roce 2021 prodloužena do roku 2031.

## Vysílání a příjem časové informace DCF77

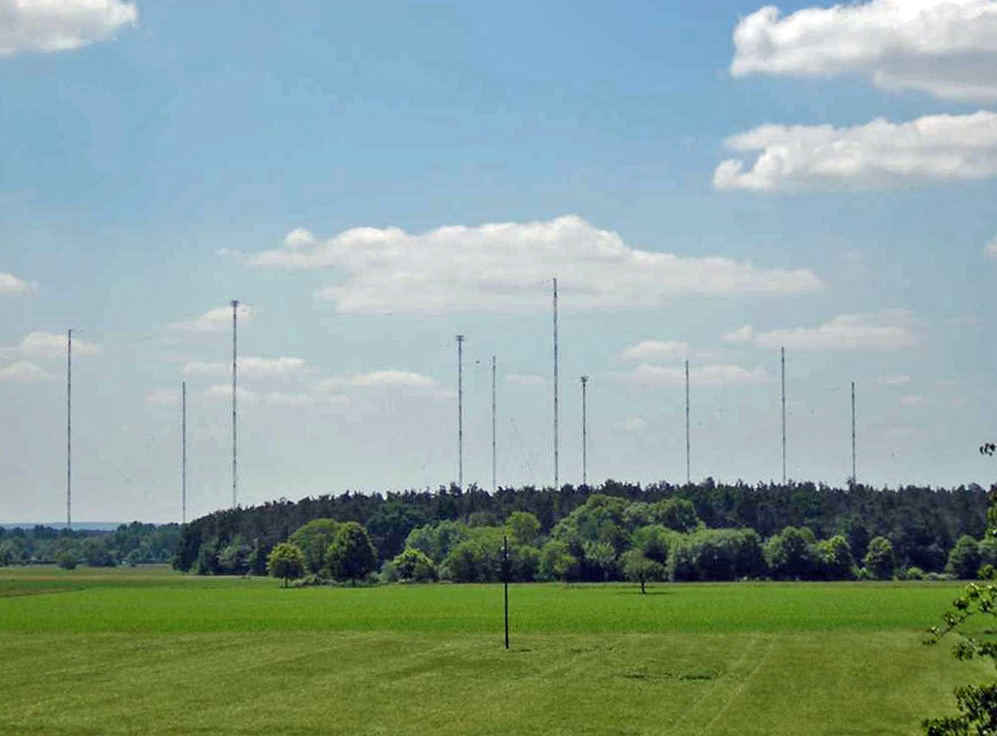
Anténa DCF77 v Mainflingenu

Mnoho rádiových hodin a budíků je synchronizováno pomocí časových značek vysílaných stanicí DCF77. DCF77 zajistí, že hodiny si samy nastaví čas, datum a jdou stále přesně včetně nastavení na letní čas.
Časová informace je vysílána stanicí DCF77 na dlouhých vlnách s kmitočtem 77,5 kHz z vysílače v Mainflingenu (asi 24 km jihovýchodně od Frankfurtu nad Mohanem). Vysílač má výkon 50 kW, odhadnutý vyzářený výkon je přibližně 25 kW. K vysílání je určena 150 m vysoká (200 m vysoká záložní) vertikální všesměrová anténa s kapacitním nástavcem. Dosah vysílače je okolo 1500–2000 km. Vysílač vysílá nepřetržitě a jeho signál se využívá i k dalším účelům, např. se na jeho nosnou vlnu zavěšují různé oscilátory (např. některých rozhlasových AM vysílačů), kterým se po zavěšení na tento kmitočet zvětší stabilita vlastního kmitočtu. Jeho význam tedy není pouze pro řízení hodin a budíků, ale i jako kmitočtový etalon. Do roku 1995 byl i v ČR v provozu podobný vysílač OMA.
Přijímač signálu DCF je v podstatě běžný AM přijímač, který musí být schopen pracovat i s velkou změnou intenzity pole vysílače, což je vzhledem k vzdálenosti vysílače v oblasti ČR nutností. Musí být také velmi selektivní (malá šířka propouštěného pásma), protože pásmo DV je dnes ohromným způsobem zarušené.

## Přesnost

Dosah signálu DCF77

Střední hodnota nosného kmitočtu 77,5 kHz se neodchyluje od jmenovité hodnoty více než o 10−12 týdně. Relativní nepřesnost za více než 100 dní je pouze 2×10−13. Provádět měření přesnosti za kratší dobu nemá význam, neboť vysílač vysílá za týden pouze 77500*3600*24*7 = 4,6872×1010 sinusových kmitů. Aby bylo kontrolní měření prováděno s přesností 10−12, musí rozeznat 1/20 periody za týden. Dlouhodobá přesnost 2×10−13 odpovídá při 77,5 kHz jednomu kmitu za dva roky. Tato měření jsou ovšem prováděna buď přímo na výstupu buzení vysílače nebo v jeho vysílací blízkosti, což do určité míry zkresluje absolutní hodnocení přesnosti kmitočtu, protože signál v pásmu dlouhých vln se šíří prostředím s proměnlivými vlastnostmi a tak ve větších vzdálenostech od vysílače mohou být naměřené údaje mírně odlišné. Například pokud bychom chtěli hodnotit absolutní přesnost nějaké sekundární časové základny řízené časovými značkami DCF, museli bychom si uvědomit, že strmost hran značek v dlouhých vlnách není ideální a tak lze dosáhnout přesnosti pouze v řádu mikrosekund.
Při využívání kmitočtu nosné DCF k synchronizaci např. oscilátoru si je opět nutno uvědomit, že se zvětšující se vzdáleností od vysílače bude větší závislost na změně fáze způsobené podmínkami šíření dlouhých vln a tedy opět se nemůžeme spoléhat na výše uvedené hodnoty přesnosti, které neuvažují vlivy prostředí. Nejsou to ovšem radikální odchylky.

## Kódování úplné časové informace

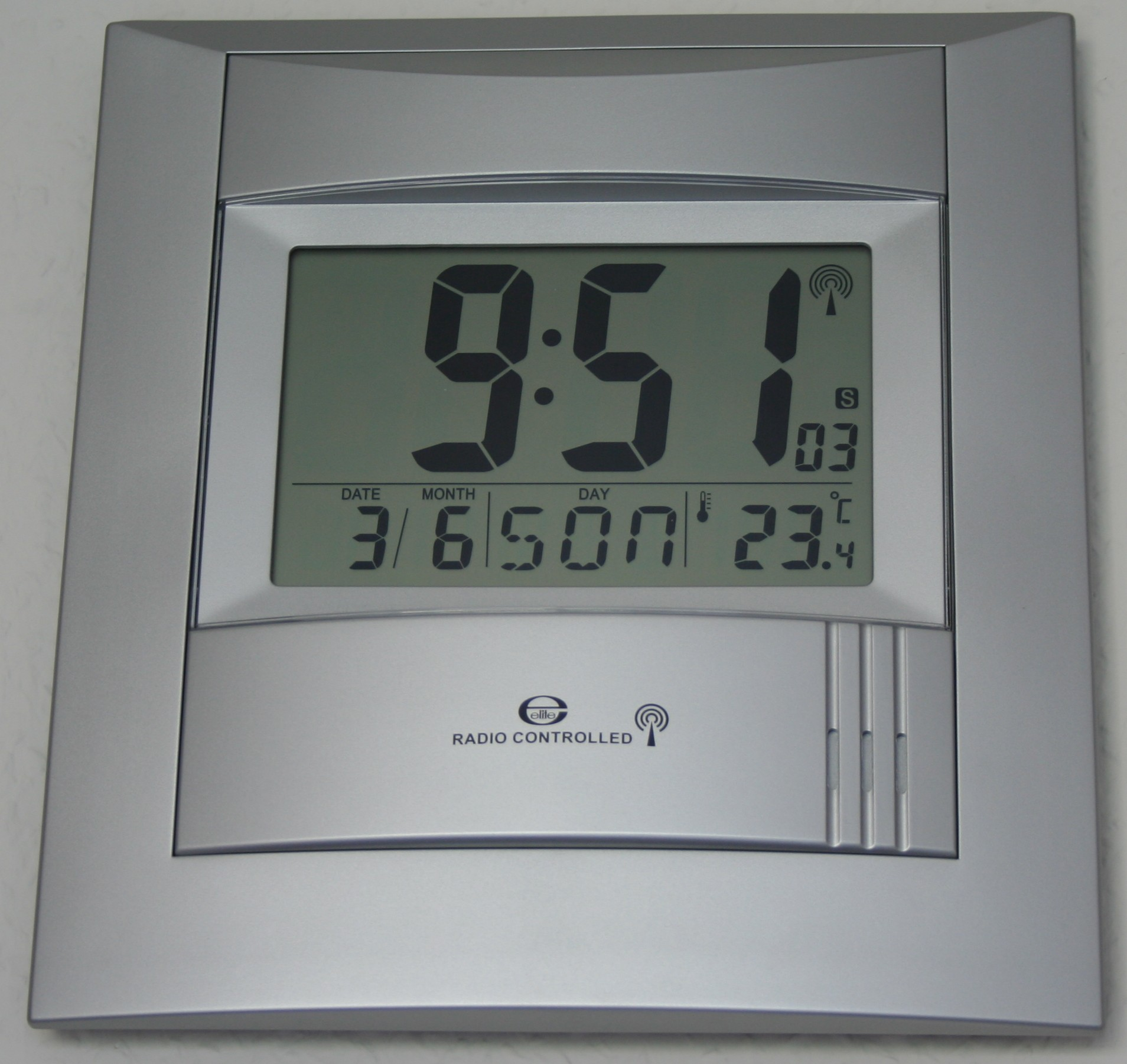
Digitální hodiny synchronizované DCF77

Kódování časové informace je prováděno pulzně šířkovou modulací, poklesem amplitudy nosné na 25 % na začátku každé sekundy. Amplituda je pravidelně klíčována impulsy, které jsou dlouhé 100 a 200 ms. Vyhodnocují se v číslicové technice jako logická 0 a logická 1. Klíčování je synchronizováno fázovou synchronizací s nosnou a odpovídá na 10 μs přesně úřední časové stupnici fyzikálně technického ústavu v Braunschweigu (PTB - Physikalisch-Technischen Bundesanstalt). Volací značka vysílače byla (do r. 2006) přenášena třikrát v hodině a to v 19, 39 a 59 minutě každé hodiny tónovou modulací nosné 250 Hz, a to morseovkou bez přerušení vysílání časových značek .
Přenáší se čas a datum platný pro následující minutu, tak aby na začátku následující minuty již byla kompletní časová informace. Během jedné minuty se tedy přenese kompletní informace. Všechny hodnoty čísel jsou v kódu BCD.
Přenášejí se tyto informace:
- čas platný pro následující minutu
- datum platné pro následující minutu
- číslo dne v týdnu
- hlášení změny časové zóny 1 hodinu předem (informace o přechodu ze standardního na letní čas nebo opačně)
- časová zóna (je-li aktivní CET a/nebo CEST)
- hlášení přestupné sekundy 1 hodinu předem
- provoz na normální a rezervní anténu
- zabezpečení přenosu – několik paritních bitů

### Předpověď počasí
Zhruba od roku 2007 obsahuje signál DCF77 informaci o předpovědi počasí pro 60 regionů v Evropě (na ČR připadají 3 regiony). Tuto informaci využívá množství domácích meteostanic, které jsou běžně na trhu.